# A Factory Sample
EPs par Joy Division
An Ideal for Living
(1978) Transmission
(1979)
EPs par The Durutti Column
The Return of the Durutti Column
(1980)
EPs par John Dowie (humourist) (en)
Another Close Shave
(1977) It's Hard to be an Egg
(1981)
EPs par Cabaret Voltaire
Extended Play
(1978) Baader-Meinhof / Sex in Secret
(1979)
A Factory Sample est un EP en double album promotionnel sorti le 24 décembre 1978 par Factory Records basée à Manchester en Angleterre. C'est le premier vinyle à être publié par le label (FAC 1 étant un concert à la Factory). La pochette de ce vinyle conçue par Peter Saville est faite de papier de riz de teinte argentée et scellée dans un sac en plastique fin.
Les pistes de Joy Division ont été rééditées sur la compilation Substance en 1988.
Les pistes de Cabaret Voltaire ont été rééditées plus tard sur la compilation de matériels rares en double album Listen Up With Cabaret Voltaire en 1990.

## Liste des pistes
2x 7" vinyl (Factory FAC 2)
| Face A (Aside) | Face A (Aside) | Face A (Aside) | Face A (Aside) | Face A (Aside) | Face A (Aside) | Face A (Aside) | Face A (Aside) | Face A (Aside) | Face A (Aside) |
| No             | Titre          | Auteur         | Durée          |                |                |                |                |                |                |
| -------------- | -------------- | -------------- | -------------- | -------------- | -------------- | -------------- | -------------- | -------------- | -------------- |
| 1.             | Digital        | Joy Division   | 2:50           |                |                |                |                |                |                |
| 2.             | Glass          | Joy Division   | 3:51           |                |                |                |                |                |                |
| 6:41           |                |                |                |                |                |                |                |                |                |

- Gravure sur le vinyle : EVERYTHING

| Face B (Beside) | Face B (Beside)   | Face B (Beside)    | Face B (Beside) | Face B (Beside) | Face B (Beside) | Face B (Beside) | Face B (Beside) | Face B (Beside) | Face B (Beside) |
| No              | Titre             | Auteur             | Durée           |                 |                 |                 |                 |                 |                 |
| --------------- | ----------------- | ------------------ | --------------- | --------------- | --------------- | --------------- | --------------- | --------------- | --------------- |
| 1.              | No Communication  | The Durutti Column | 4:57            |                 |                 |                 |                 |                 |                 |
| 2.              | Thin Ice (Detail) | The Durutti Column | 3:16            |                 |                 |                 |                 |                 |                 |
| 8:13            |                   |                    |                 |                 |                 |                 |                 |                 |                 |

- Gravure sur le vinyle : IS REPAIRABLE

| Face C (Seaside) | Face C (Seaside) | Face C (Seaside) | Face C (Seaside) | Face C (Seaside) | Face C (Seaside) | Face C (Seaside) | Face C (Seaside) | Face C (Seaside) | Face C (Seaside) |
| No               | Titre            | Auteur           | Durée            |                  |                  |                  |                  |                  |                  |
| ---------------- | ---------------- | ---------------- | ---------------- | ---------------- | ---------------- | ---------------- | ---------------- | ---------------- | ---------------- |
| 1.               | Acne             | John Dowie       | 1:43             |                  |                  |                  |                  |                  |                  |
| 2.               | Idiot            | John Dowie       | 1:53             |                  |                  |                  |                  |                  |                  |
| 3.               | Hitler's Liver   | John Dowie       | 2:27             |                  |                  |                  |                  |                  |                  |
| 6:03             |                  |                  |                  |                  |                  |                  |                  |                  |                  |

- Gravure sur le vinyle : EVERYTHING

| Face D (Deside) | Face D (Deside) | Face D (Deside)  | Face D (Deside) | Face D (Deside) | Face D (Deside) | Face D (Deside) | Face D (Deside) | Face D (Deside) | Face D (Deside) |
| No              | Titre           | Auteur           | Durée           |                 |                 |                 |                 |                 |                 |
| --------------- | --------------- | ---------------- | --------------- | --------------- | --------------- | --------------- | --------------- | --------------- | --------------- |
| 1.              | Baader Meinhof  | Cabaret Voltaire | 3:15            |                 |                 |                 |                 |                 |                 |
| 2.              | Sex in Secret   | Cabaret Voltaire | 3:28            |                 |                 |                 |                 |                 |                 |
| 6:43            |                 |                  |                 |                 |                 |                 |                 |                 |                 |

- Gravure sur le vinyle : IS BROKEN

## Crédits

### Joy Division
- Ian Curtis – chant principal
- Peter Hook – basse
- Stephen Morris – batterie
- Bernard Sumner – guitare

### The Durutti Column
- Colin Sharp – chant principal
- Vini Reilly – guitare
- Dave Rowbotham – guitare
- Tony Bowers – basse
- Chris Joyce – batterie
- Stephen Hopkins – clavier

### Cabaret Voltaire
- Stephen Mallinder – chant, basse, clavier
- Richard H. Kirk – guitares, clavier, enregistrements
- Chris Watson – clavier, enregistrements